# Duck River (Tennessee)
Duck River – rzeka w Stanach Zjednoczonych o długości 390 km, prawy dopływ rzeki Tennessee. Jest to najdłuższa rzeka znajdująca się wyłącznie w stanie Tennessee.
Nad rzeką znajdują się następujące miasta: Manchester, Shelbyville, Columbia, Centerville.
Główne dopływy to: Piney River oraz Buffalo River. U ujścia Duck River do rzeki Tennessee znajduje się rezerwat przyrody Tennessee National Wildlife Refuge.